# Muehlenbeckia monticola
Muehlenbeckia monticola är en slideväxtart som beskrevs av August Adriaan Pulle. Muehlenbeckia monticola ingår i släktet sliderankor, och familjen slideväxter. Inga underarter finns listade i Catalogue of Life.